# Nazareno Araújo
José Nazareno Soares de Araújo, mais conhecido como Nazareno Araújo, (Floriano, 4 de abril de 1930 – Teresina, 16 de dezembro de 2020) foi um advogado e político brasileiro, outrora deputado estadual pelo Piauí.

## Dados biográficos
Filho de Tiago Roque de Araújo e Belisa Soares de Araújo. Advogado formado pela Universidade Federal de Minas Gerais, foi professor da Universidade Federal do Piauí e assessor jurídico da Assembleia Legislativa do Piauí chegou a trabalhar no então Território Federal de Roraima onde foi consultor jurídico, diretor da Divisão de Segurança e Guarda, membro do Conselho Penitenciário e diretor da Imprensa Oficial.
Membro da UDN, iniciou sua vida política ao eleger-se vereador em Floriano em 1954 e depois deputado estadual em 1958 e 1962, licenciando-se do mandato parlamentar para assumir a subchefia da Casa Civil no governo Petrônio Portella. Eleito primeiro suplente do senador Helvídio Nunes pela ARENA em 1978, ingressou no PDS em 1980 e foi procurador-geral do estado por quatro anos, período referente ao primeiro governo Hugo Napoleão e ao governo Bona Medeiros.
Durante mais de meio século foi proprietário do Cartório Nazareno Araújo (6º ofício de Notas) em Teresina, interditado em 2018.